# Dryopteris edwardsii
Dryopteris edwardsii är en träjonväxtart som beskrevs av Christopher Roy Fraser-Jenkins.
Dryopteris edwardsii ingår i släktet Dryopteris och familjen Dryopteridaceae. Inga underarter finns listade i Catalogue of Life.